# Vertuzey
Vertuzey est une commune associée du département de la Meuse, en région Grand Est. Elle fait partie de la commune d'Euville depuis 1973.

## Géographie

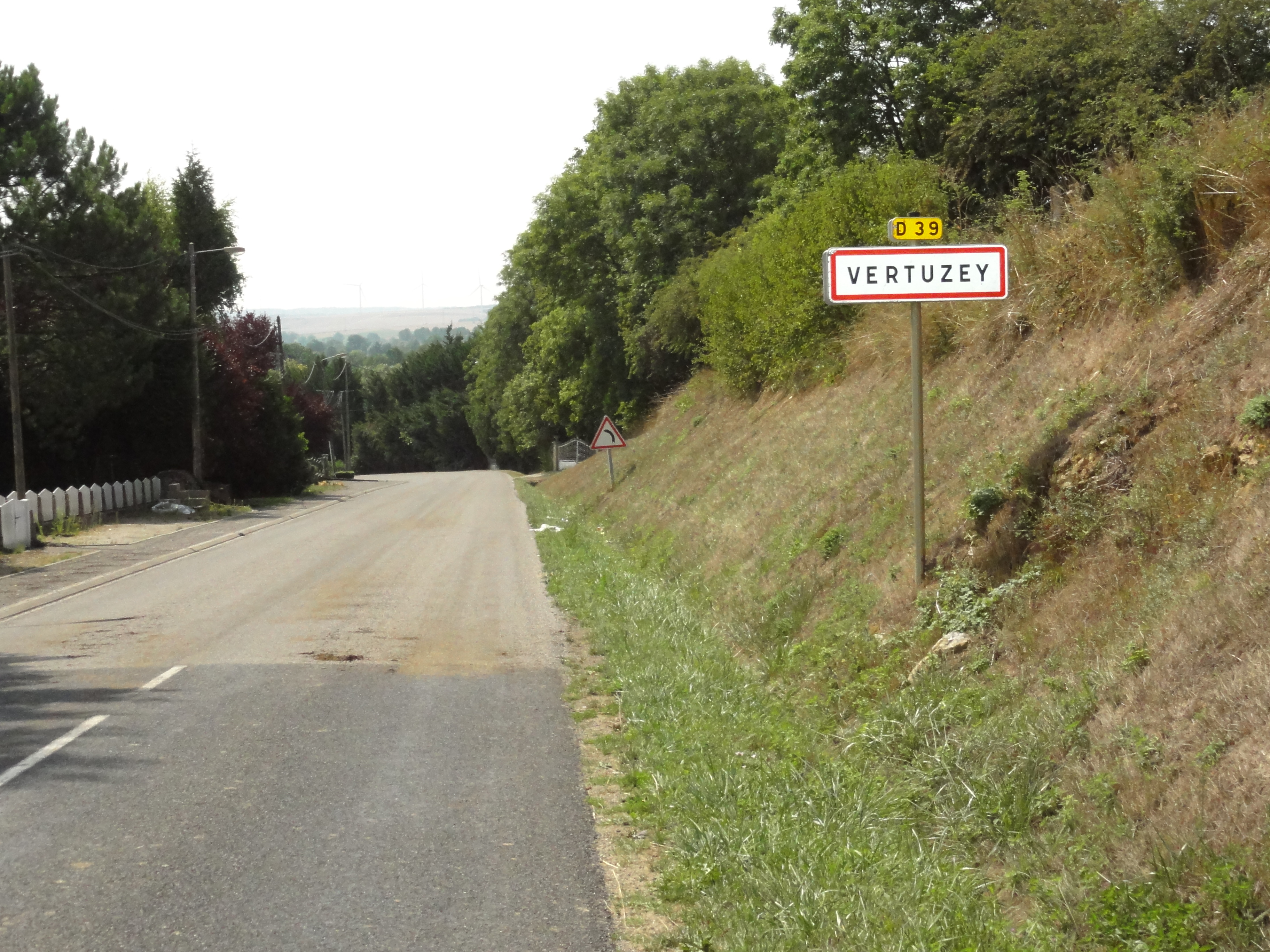
Entrée de Vertuzey.

## Histoire
Le 1er janvier 1973, la commune de Vertuzey est rattachée à celle d'Euville sous le régime de la fusion-association.

## Politique et administration
| Période                                  | Période | Identité       | Étiquette | Qualité |
| ---------------------------------------- | ------- | -------------- | --------- | ------- |
|                                          |         | Lionel VINGERT |           |         |
| Les données manquantes sont à compléter. |         |                |           |         |

## Démographie
| 1806 | 1821 | 1831 | 1836 | 1841 | 1846 | 1851 | 1856 | 1861 |
| ---- | ---- | ---- | ---- | ---- | ---- | ---- | ---- | ---- |
| 250  | 262  | 265  | 241  | 246  | 261  | 269  | 247  | 261  |

| 1866 | 1872 | 1876 | 1881 | 1886 | 1891 | 1896 | 1901 | 1906 |
| ---- | ---- | ---- | ---- | ---- | ---- | ---- | ---- | ---- |
| 265  | 240  | 273  | 233  | 236  | 241  | 209  | 205  | 217  |

| 1911 | 1921 | 1926 | 1931 | 1936 | 1946 | 1954 | 1962 | 1968 |
| ---- | ---- | ---- | ---- | ---- | ---- | ---- | ---- | ---- |
| 212  | 192  | 191  | 205  | 212  | 182  | 174  | 191  | 201  |

## Lieux et monuments
- Église Saint-Gorgon classée au titre des monuments historiques depuis 1999[3].

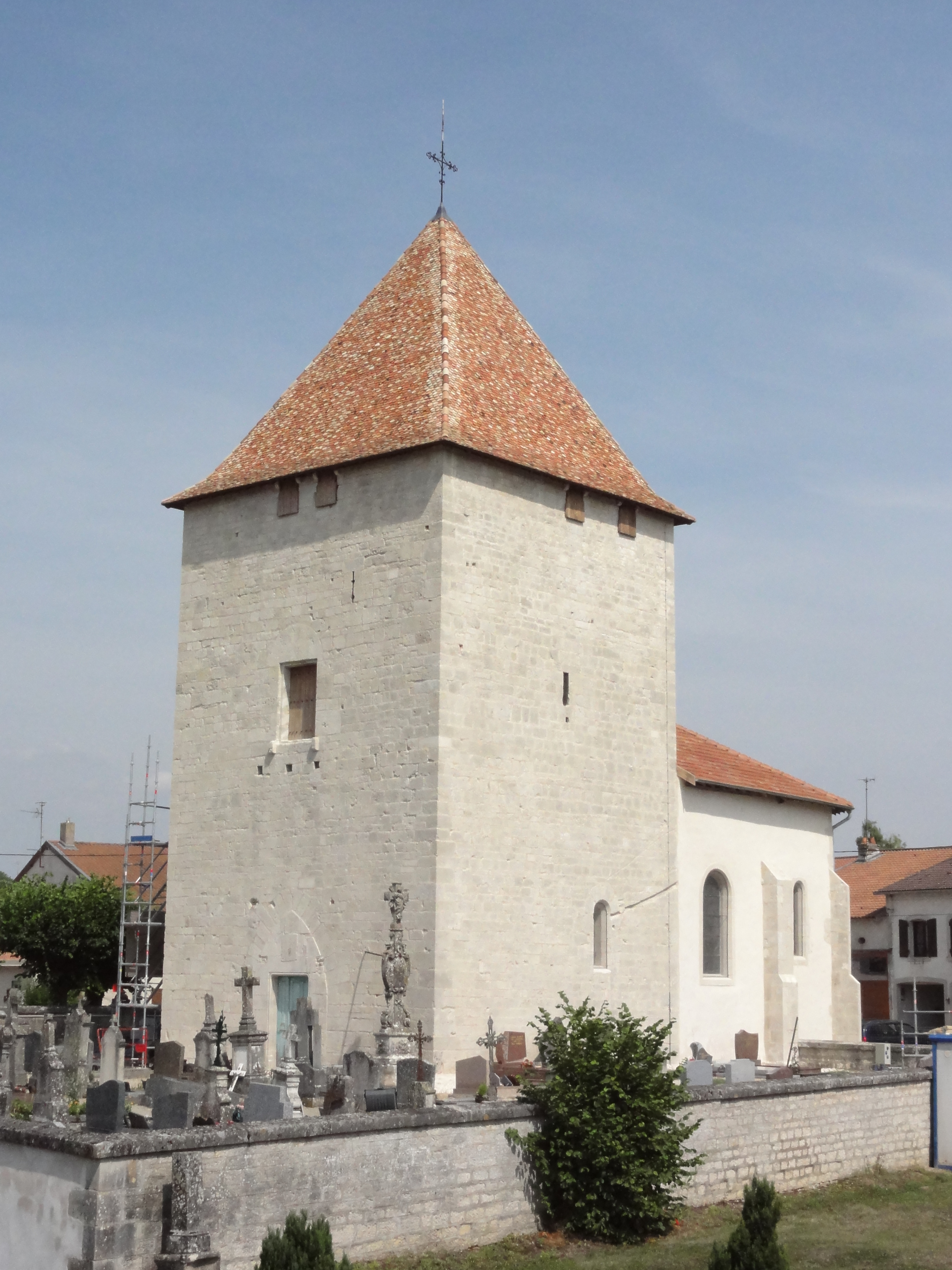
Église Saint-Gorgon
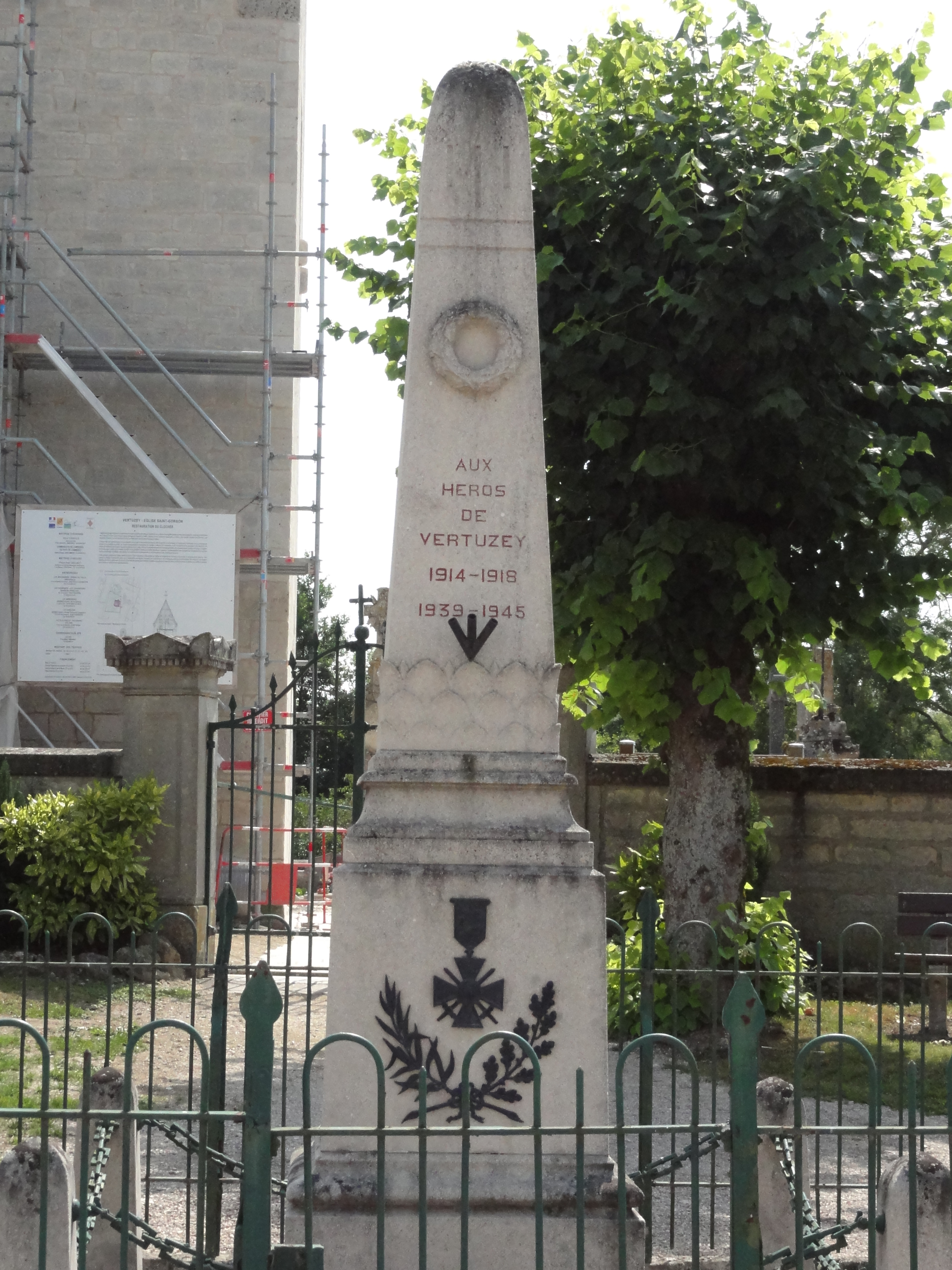
Monument aux morts de Vertuzey
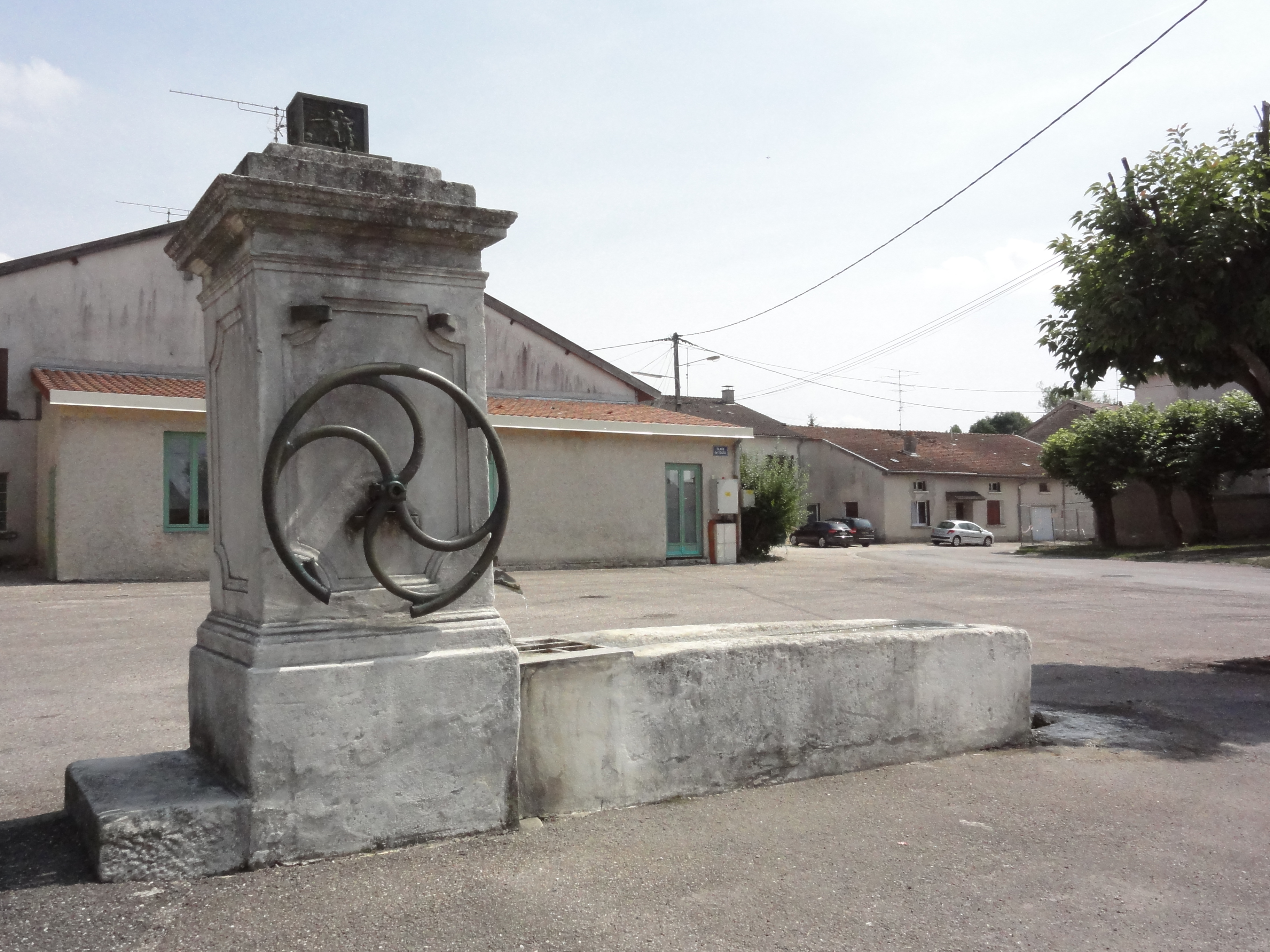
Pompe-abreuvoir